# Prêmios Globo de Ouro de 2000

Prêmios Globo de Ouro de 2000

 23 de janeiro de 2000
Filme - Drama:
American Beauty
Filme - Comédia ou Musical:
Toy Story 2
Série de televisão – Drama:
The Sopranos
Série de televisão – Comédia ou Musical:
Sex and the City
Minissérie ou Filme para televisão:
RKO 281
Prêmios Globo de Ouro 

← 1999  ·  2001 →
Os Prêmios Globo de Ouro de 2000 (no original, em inglês, 57th Golden Globe Awards) honraram os melhores profissionais de cinema e televisão, filmes e programas televisivos de 1999. Os candidatos nas diversas categorias foram escolhidos pela Associação de Imprensa Estrangeira de Hollywood (AIEH) e os nomeados anunciados em 10 de dezembro de 1999.
Na cerimônia, American Beauty liderou as indicações, com um total de seis. Em relação às vitórias, American Beauty foi coroado como melhor filme de drama e Toy Story 2 melhor filme de comédia ou musical. Além disso, Sam Mendes, diretor de American Beauty, foi coroado como melhor diretor.

## Vencedores e nomeados

### Cinema
| Melhor filme | Melhor filme |
| Drama | Comédia ou musical |
| --- | --- |
| - American Beauty - The End of the Affair - The Hurricane - The Insider - The Talented Mr. Ripley | - Toy Story 2 - Analyze This - Being John Malkovich - Man on the Moon - Notting Hill |
| Melhor atuação em filme de drama | |
| Ator | Atriz |
| - Denzel Washington – The Hurricane - Russell Crowe – The Insider - Matt Damon – The Talented Mr. Ripley - Richard Farnsworth – The Straight Story - Kevin Spacey – American Beauty | - Hilary Swank – Boys Don't Cry - Annette Bening – American Beauty - Julianne Moore – The End of the Affair - Meryl Streep – Music of the Heart - Sigourney Weaver – A Map of the World                                                                                            |
| Melhor atuação em filme de comédia ou musical | |
| Ator | Atriz |
| - Jim Carrey – Man on the Moon - Robert De Niro – Analyze This - Rupert Everett – An Ideal Husband - Hugh Grant – Notting Hill - Sean Penn – Sweet and Lowdown | - Janet McTeer – Tumbleweeds - Julianne Moore – An Ideal Husband - Julia Roberts – Notting Hill - Sharon Stone – The Muse - Reese Witherspoon – Election |
| Melhor atuação coadjuvante em filme – drama, comédia ou musical | |
| Ator coadjuvante | Atriz coadjuvante |
| - Tom Cruise – Magnolia - Michael Caine – The Cider House Rules - Michael Clarke Duncan – The Green Mile - Jude Law – The Talented Mr. Ripley - Haley Joel Osment – The Sixth Sense | - Angelina Jolie – Girl, Interrupted - Cameron Diaz – Being John Malkovich - Catherine Keener – Being John Malkovich - Samantha Morton – Sweet and Lowdown - Natalie Portman – Anywhere but Here - Chloë Sevigny – Boys Don't Cry                                                  |
| Melhor direção | Melhor roteiro |
| - Sam Mendes – American Beauty - Norman Jewison – The Hurricane - Neil Jordan – The End of the Affair - Michael Mann - The Insider - Anthony Minghella – The Talented Mr. Ripley | - Alan Ball – American Beauty - Charlie Kaufman – Being John Malkovich - John Irving – The Cider House Rules - Michael Mann e Eric Roth – The Insider - M. Night Shyamalan –The Sixth Sense                                                                                        |
| Melhor trilha sonora original | Melhor canção original |
| - Ennio Morricone – La leggenda del pianista sull'oceano - Thomas Newman – American Beauty - John Williams – Angela's Ashes - George Fenton – Anna and the King - Michael Nyman – The End of the Affair - Jocelyn Pook – Eyes Wide Shut - Pieter Bourke e Lisa Gerrard – The Insider - Angelo Badalamenti – The Straight Story - Gabriel Yared – The Talented Mr. Ripley | - "You'll Be in My Heart" – Phil Collins (Tarzan) - "Beautiful Stranger" – Madonna (Austin Powers: The Spy Who Shagged Me) - "How Can I Not Love You" – Joy Enriquez (Anna and the King) - "Save Me" – Aimee Mann (Magnolia) - "When She Loved Me" – Sarah McLachlan (Toy Story 2) |
| Melhor filme em língua estrangeira | |
| - Todo sobre mi madre ( Espanha) - Aimée & Jaguar ( Alemanha) - Est-Ouest ( França) - La fille sur le pont ( França) - Le violon rouge ( Canadá) | |

#### Filmes com múltiplas nomeações
| Nomeações | Filme                   |
| --------- | ----------------------- |
| 6         | American Beauty         |
| 5         | The Talented Mr. Ripley |
| 5         | The Insider             |
| 4         | Being John Malkovich    |
| 4         | The End of the Affair   |
| 3         | The Hurricane           |
| 3         | Notting Hill            |
| 2         | Toy Story 2             |
| 2         | Man on the Moon         |
| 2         | Boys Don't Cry          |
| 2         | Magnolia                |
| 2         | Anna and the King       |
| 2         | The Sixth Sense         |
| 2         | The Cider House Rules   |
| 2         | Sweet and Lowdown       |
| 2         | An Ideal Husband        |
| 2         | The Straight Story      |
| 2         | Analyze This            |

#### Filmes com múltiplos prêmios
| Prêmios | Filme           |
| ------- | --------------- |
| 3       | American Beauty |

### Televisão
| Melhor série | Melhor série |
| Drama | Comédia ou musical |
| --- | --- |
| - The Sopranos - ER - Once and Again - The Practice - The West Wing | - Sex and the City - Ally McBeal - Dharma & Greg - Spin City - Will & Grace |
| Melhor atuação em série de drama | |
| Ator | Atriz |
| - James Gandolfini – The Sopranos - Billy Campbell – Once and Again - Rob Lowe – The West Wing - Dylan McDermott – The Practice - Martin Sheen – The West Wing                                                           | - Edie Falco – The Sopranos - Lorraine Bracco – The Sopranos - Amy Brenneman – Judging Amy - Julianna Margulies – ER - Sela Ward – Once and Again                                                                                   |
| Melhor atuação em série de comédia ou musical | |
| Ator | Atriz |
| - Michael J. Fox – Spin City - Thomas Gibson – Dharma & Greg - Eric McCormack – Will & Grace - Ray Romano – Everybody Loves Raymond - George Segal – Just Shoot Me!                                                      | - Sarah Jessica Parker – Sex and the City - Jenna Elfman – Dharma & Greg - Calista Flockhart – Ally McBeal - Felicity Huffman – Sports Night - Heather Locklear – Spin City - Debra Messing – Will & Grace                          |
| Melhor atuação em minissérie ou filme para televisão | |
| Ator | Atriz |
| - Jack Lemmon – Inherit the Wind - Jack Lemmon – Tuesdays with Morrie - Liev Schreiber – RKO 281 - Sam Shepard – Dash and Lilly - Tom Sizemore – Witness Protection                                                      | - Halle Berry – Introducing Dorothy Dandridge - Judy Davis – Dash and Lilly - Mia Farrow – Forget Me Never - Helen Mirren – The Passion of Ayn Rand - Leelee Sobieski – Joan of Arc                                                 |
| Melhor atuação coadjuvante em série, minissérie ou filme para televisão | |
| Ator coadjuvante | Atriz coadjuvante |
| - Peter Fonda – The Passion of Ayn Rand - Klaus Maria Brandauer – Introducing Dorothy Dandridge - Sean Hayes – Will & Grace - Chris Noth – Sex and the City - Peter O'Toole – Joan of Arc - David Spade – Just Shoot Me! | - Nancy Marchand – The Sopranos - Kathy Bates – Annie - Jacqueline Bisset – Joan of Arc - Kim Cattrall – Sex and the City - Melanie Griffith – RKO 281 - Cynthia Nixon – Sex and the City - Miranda Richardson – The Big Brass Ring |
| Melhor minissérie ou filme para televisão | |
| - RKO 281 - Dash and Lilly - Introducing Dorothy Dandridge - Joan of Arc - Witness Protection | |

#### Séries com múltiplas nomeações
| Nomeações | Série                         |
| --------- | ----------------------------- |
| 5         | The Sopranos                  |
| 5         | Sex and the City              |
| 4         | Joan of Arc                   |
| 4         | Will & Grace                  |
| 3         | Spin City                     |
| 3         | RKO 281                       |
| 3         | Introducing Dorothy Dandridge |
| 3         | Dash and Lilly                |
| 3         | Dharma & Greg                 |
| 3         | The West Wing                 |
| 3         | Once and Again                |
| 2         | The Passion of Ayn Rand       |
| 2         | Just Shoot Me!                |
| 2         | Witness Protection            |
| 2         | Ally McBeal                   |
| 2         | The Practice                  |
| 2         | ER                            |

#### Séries com múltiplos prêmios
| Prêmios | Série        |
| ------- | ------------ |
| 4       | The Sopranos |